# 20 август
20 август е 232-рият ден в годината според григорианския календар (233-ти през високосна). Остават 133 дни до края на годината.

## Събития
- 636 г. – Между Византия и Арабския халифат се състои битка при Ярмук.
- 917 г. – Българо-византийски войни: Българските войски, водени от цар Симеон I, разбиват войските на Византия в Битката при Ахелой.
- 1634 г. – В Москва е издаден първият руски буквар.
- 1741 г. – Руският мореплавател от датски произход Витус Беринг открива Аляска.
- 1829 г. – По време на Руско-турската война (1828 – 1829) руски части влизат в Одрин.
- 1876 г. – В Османската империя започват масови погроми над арменците.
- 1892 г. – По време на Втория си конгрес БСДП окончателно се разцепва на БСДП начело с Димитър Благоев и БСДС начело с Янко Сакъзов.
- 1914 г. – Първата световна война: Германски войски превземат Брюксел.
- 1918 г. – Латвия, Литва и Естония са признати за самостоятелни държави от страните на Антантата.
- 1931 г. – Открито е XXIII обикновено народно събрание с председател Стефан Стефанов, председател на Съюза на българските индустриалци.
- 1940 г. – По заповед на Йосиф Сталин агенти на КГБ извършват атентат срещу Лев Троцки, емигрант в Мексико, който на следващия ден умира.
- 1943 г. – Втората световна война: Извършена е англо-американска бомбардировка над Исперихско и Пордим, Плевенско.
- 1945 г. – В СССР е създаден свръхсекретен комитет за разработване на атомна бомба.
- 1960 г. – Сенегал напуска Федерация Мали и се обявява за независима самостоятелна република.

- 1968 г. – На 20 срещу 21 август е извършена интервенция на държавите от Варшавския договор в Чехословакия за ликвидиране на Пражката пролет.
- 1975 г. – Самолетът при полет 540 на ČSA се разбива на 17 км от летището в Дамаск, Сирия и убива 126 души на борда.
- 1977 г. – Програма Вояджър: От авиобазата Кейп Канаверал във Флорида е изстрелян космическия апарат на НАСА Вояджър 2, чиято цел е изследването на външните планети на Слънчевата система.
- 1980 г. – В Евксиноград, Тодор Живков връчва орден „Кирил и Методий“ – I степен на гръцкия композитор Микис Теодоракис за неговите творчески постижения.
- 1988 г. – Приключва Ирано-иракската война.
- 1989 г. – По наблюдения на Вояджър 2 е доказано съществуването на първия най-външен пръстен на планетата Нептун.
- 1991 г. – Естония обявява независимост от СССР.
- 1998 г. – САЩ нанасят въздушни удари с крилати ракети срещу предполагаеми бази на Осама бин Ладен в Афганистан и химическа лаборатория в Судан, в отговор на атентатите срещу американските посолства в Кения и Танзания от 7 август.
- 2006 г. – Рожерио Сени подобрява рекорда на Хосе Луис Чилаверт за вратар с най-много отбелязани голове.
- 2006 г. – Националната инициатива „Първанов – президент“ за издигането на сегашния президент на България за втори мандат е подкрепена от 172 български кмета.
- 2008 г. – Самолетът при полет 5022 на „Спанеър“ от Мадрид, Испания до Гран Канария, излиза от пистата и се разбива на летище „Мадрид-Барахас“. От 172 души на борда 146 умират веднага, а още 8 умират по-късно от наранявания, получени при катастрофата.
- 2011 г. – При захождане за кацане, самолетът който изпълнява полет 6560 на „Фърст Еър“ се разбива в хълм, скрит от облаци, близо до летище „Резолют Бей“ в Канада. Загиват 12 души на борда.

## Родени
- 1085 г. – Болеслав III Кривоуст, полски крал († 1138 г.)
- 1779 г. – Йонс Берцелиус, шведски химик († 1848 г.)
- 1795 г. – Робърт Стоктън, американски политик († 1866 г.)
- 1827 г. – Йозеф Щраус, австрийски композитор († 1870 г.)
- 1831 г. – Едуард Зюс, австрийски геолог († 1914 г.)
- 1833 г. – Бенджамин Харисън, президент на САЩ († 1901 г.)
- 1847 г. – Болеслав Прус, полски писател († 1912 г.)
- 1856 г. – Якуб Чишински, сръбски поет († 1909 г.)
- 1860 г. – Реймон Поанкаре, Френски президент († 1934 г.)
- 1868 г. – Димитър Жостов, български офицер († 1935 г.)
- 1873 г. – Елиел Сааринен, финландски архитект († 1950 г.)
- 1881 г. – Никола Петров, български художник-живописец († 1916 г.)
- 1890 г. – Хауърд Лъвкрафт, американски писател, романи на ужасите († 1937 г.)
- 1891 г. – Данаил Дечев, български художник († 1962 г.)
- 1901 г. – Салваторе Куазимодо, италиански поет, Нобелов лауреат († 1968 г.)
- 1913 г. – Роджър Спери, американски лекар, Нобелов лауреат († 1994 г.)
- 1915 г. – Артър Порджис, американски писател († 2006 г.)
- 1922 г. – Владимир Голев, български писател и поет († 2011 г.)
- 1929 г. – Александър Алексиев, писател от Република Македония († 2006 г.)
- 1932 г. – Василий Аксьонов, руски писател († 2009 г.)
- 1937 г. – Андрей Кончаловски, руски режисьор
- 1941 г. – Слободан Милошевич, президент на Сърбия и Югославия († 2006 г.)
- 1944 г. – Раджив Ганди, министър-председател на Индия († 1991 г.)
- 1948 г. – Ремо Джироне, италиански актьор от еритрейски произход
- 1948 г. – Робърт Плант, британски рок музикант (Led Zeppelin)
- 1951 г. – Грег Беър, американски писател
- 1952 г. – Хари Мутума Катурима, кенийски дипломат
- 1955 г. – Тоня Трайкова, българска поетеса
- 1959 г. – Антс Фрош, естонски дипломат
- 1961 г. – Грег Еган, австралийски писател
- 1961 г. – Пламен Николов, български футболист
- 1962 г. – Джеймс Марстърс, американски актьор
- 1964 г. – Антон Здравков, български футболист
- 1969 г. – Джеръми Дейвис, американски актьор
- 1971 г. – Фред Дърст, американски музикант (Limp Bizkit)
- 1973 г. – Албан Буши, албански футболист
- 1974 г. – Миша Колинс, американски актьор и продуцент
- 1981 г. – Бен Барнс, английски актьор
- 1977 г. – Ивар Ингимарсон, исландски футболист
- 1977 г. – Клеменс Майер, немски писател
- 1990 г. – Венелин Филипов, български футболист
- 1992 г. – Деми Ловато, американска певица и актриса

## Починали
- 984 г. – Йоан XIV, римски папа
- 997 г. – Конрад I, херцог на Швабия (* ? г.)
- 1572 г. – Мигел Лопес Легаспи, испански конкистадор (* 1502 г.)
- 1823 г. – Пий VII, римски папа (* 1742 г.)
- 1854 г. – Фридрих Вилхелм Йозеф Шелинг, немски философ (* 1775 г.)
- 1872 г. – Димитрие Болинтиняну, румънски публицист, поет и политик (* 1819 г.)
- 1914 г. – Пий X, римски папа, светец (* 1835 г.)
- 1915 г. – Пол Ерлих, немски лекар, Нобелов лауреат през 1908 г. (* 1854 г.)
- 1917 г. – Адолф фон Байер, немски химик органик, Нобелов лауреат през 1905 г. (* 1835 г.)
- 1923 г. – Вилфредо Парето, икономист и социолог (* 1848 г.)
- 1930 г. – Антон Митов, български художник (* 1862 г.)
- 1961 г. – Пърси Уилямс Бриджман, американски физик и философ, Нобелов лауреат през 1946 г. (* 1882 г.)
- 1972 г. – Александър Вазов, български кинорежисьор (* 1900 г.)
- 1976 г. – Мита Стойчева, българска народна певица (* 1909 г.)
- 1980 г. – Жо Дасен, френски поп-певец от американски произход (* 1938 г.)
- 1982 г. – Ула Якобсон, шведска актриса (* 1923 г.)
- 1999 г. – Стоян Стоянов, български психиатър (* 1922 г.)
- 2009 г. – Семьон Фарада, руски актьор (* 1933 г.)

## Празници
- Имен ден на Самуил
- Естония – Ден на възстановяване на независимостта (от СССР, 1991 г.)
- Мароко – Ден на революцията на Краля и Ден Народа (във връзка модернизирането на държавното управление и приемането на титлата крал от султан Мохамед V през 1957 г.)
- Непал – Ден на кралицата-майка
- Сенегал – Ден на независимата и самостоятелна република (отделяне от федерацията със Судан, 1960 г.)
- Тайван и Китай— Ден на любовта
- Унгария – Ден на Св. Стефан I (първи крал и основател на държавата, национален празник)